# Casanova de Pinell
Casanova de Pinell és una casa del nucli de Pinell, al municipi de Pinell de Solsonès (Solsonès), inclosa a l'Inventari del Patrimoni Arquitectònic de Catalunya.

## Situació
El nucli de Pinell on hi ha la Casanova es troba a la part central del terme municipal, dalt d'un turó, al marge esquerre del barranc de Pinell que el rodeja formant un meandre. L'indret està en ple espai natural protegit Obagues de la riera de Madrona.
L'únic accés el té des de la carretera asfaltada C-149a (de Solsona - els Colls - Sanaüja). Al punt quilomètric 12,6 (41° 57′ 41″ N, 1° 24′ 29″ E / 41.961412°N,1.408038°E) un trencall ben senyalitzat hi mena en 1,5 km.

## Descripció

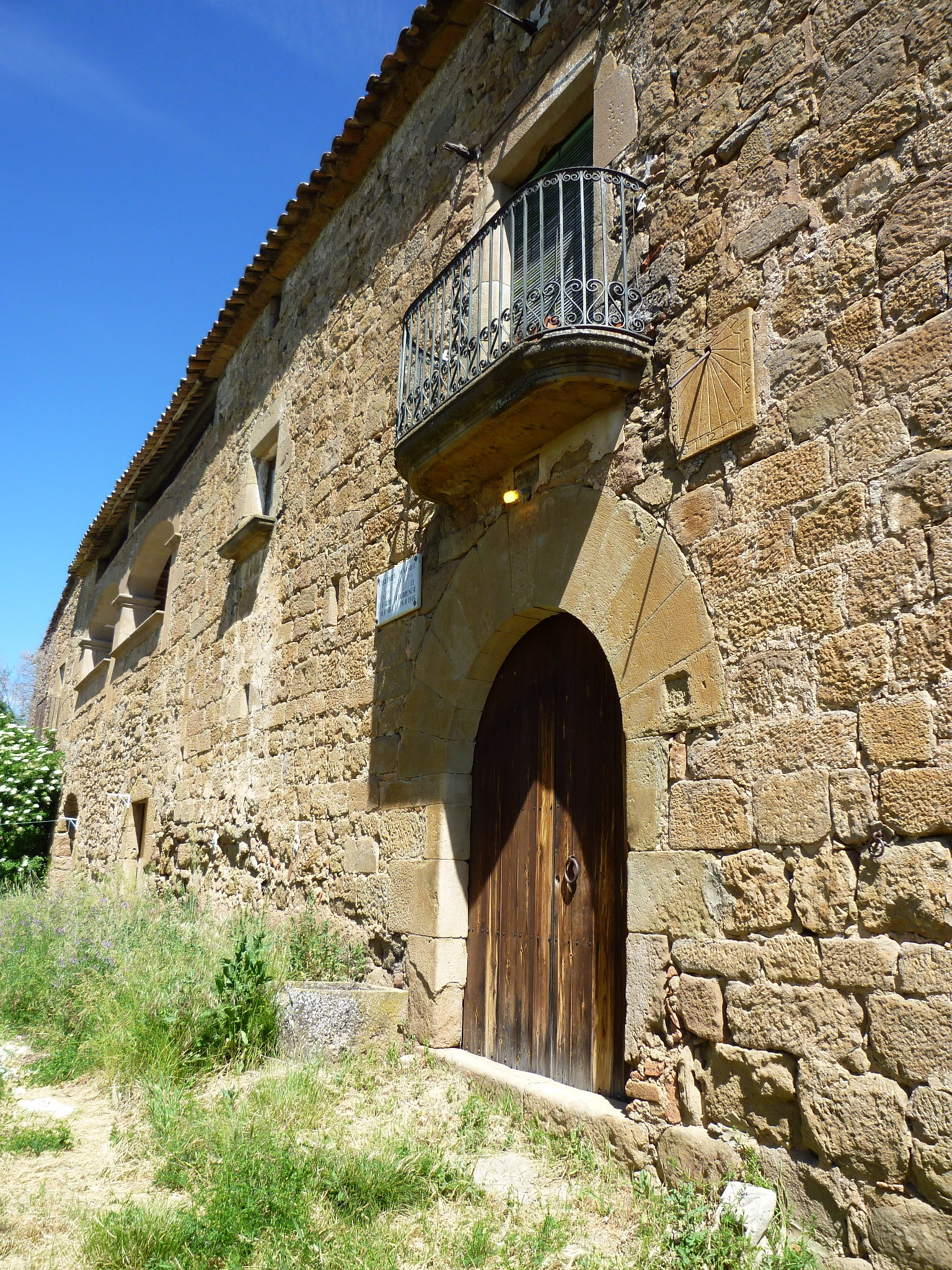
Façana principal

Casa de planta baixa, dos pisos i golfes, amb teulada a doble vessant i el carener paral·lel a la façana principal. S'accedeix a la casa a través d'un pati tancat; en el portal d'entrada del pati i en la llinda hi ha la data de 1782. A la façana principal es troba la porta d'entrada d'arc de mig punt adovellat i a l'esquerra, al primer pis, una petita galeria de dos arcs de mig punt; la resta d'obertures són allindanades i algunes tenen un petit balcó davant. Hi ha diverses inscripcions a la façana com a la clau de la porta principal o una llinda amb la data "1745"; també hi ha un rellotge de sol amb la data "1802".
La pallera, de planta rectangular, té dos arcs rebaixats i volta en els seus baixos. La primera planta té coberta a dues aigües suportada per una encavallada de fusta.